# Dorstenieae
Dorstenieae es una tribu de plantas con flores de la familia Moraceae. Contiene ocho géneros y unas 120 especies.

## Géneros
- Bosqueiopsis
- Brosimum
- Dorstenia
- Helianthostylis
- Scyphosyce
- Trilepisium
- Trymatococcus
- Utsetela[2]